# 2000 idag – millenniet jorden runt
2000 idag – millenniet jorden runt var ett TV-program som kretsade kring årsskiftet 1999–2000, där SVT visade bland annat om millenniefirandet från de flesta länderna i världen samt hade en studio där programledare pratade om millennieskiftets processer och sände nyheter från SVT24, om hur det blivit. Rapport och Aktuellts ordinarie nyhetssändningar i SVT2 sändes också emellan. Allt sändes i direktsändning. 60 länder samarbetade i denna satsning, och brittiska TV-bolaget BBC stod för samproduktionen. 
Det skiftades programledarpar då och då i programmet. Programledarna var bland annat: 
- Claes Elfsberg och Nedjma Chaouche
- Jarl Alfredius och Marianne Rundström
- Lars Adaktusson och Anna Hedenmo
- Katarina Sandström och Tobias Lennér
- Yvonne Åstrand och Henrik Ekman
- Ann-Britt Ryd Pettersson och Christer Ulfbåge

Programmet sändes i SVT2, från 31 december 1999 kl 10.20 (svensk tid) till 1 januari 2000 kl 12.15, och sändes i 25 timmar och 55 minuter. Programmet blev Sveriges längsta TV-sändning någonsin.